# Saxifraga hariotii
Saxifraga hariotii là một loài thực vật có hoa trong họ Saxifragaceae. Loài này được Luizet & Soulié miêu tả khoa học đầu tiên năm 1911.